# اوپیدوم
اوپیدوم (Oppidum؛ جمع: اوپیدا oppida) یک شهرک یا سکونتگاه بزرگ مستحکم در عصر آهن است. اوپیدا در درجه اول با فرهنگ سلتیک لا تن مرتبط است که در طول قرن دوم و یکم قبل از میلاد ظهور کرد و در سراسر اروپا گسترش یافت و از بریتانیا و ایبریا در غرب تا لبه دشت مجارستان در شرق امتداد داشت. این شهرک‌ها تا زمانی که رومیان اروپای جنوبی و غربی را فتح کردند همچنان مورد استفاده قرار می‌گرفتند. بسیاری از آنها پس از آن دوران به شهرک‌ها و شهرهای دوران روم تبدیل شدند، در حالی که برخی دیگر متروکه شدند. در نواحی شمال رودخانه‌های دانوب و راین، مانند اکثر مناطق آلمانی، جایی که جمعیت‌ها مستقل از روم باقی ماندند، استفاده از اوپیدا تا قرن اول بعد از میلاد ادامه داشت.

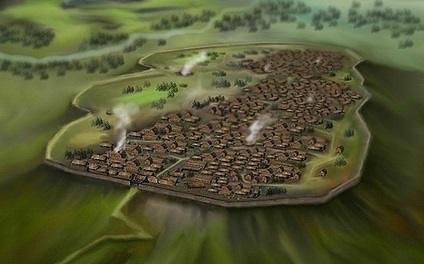
رندر مدرن اوپیدوم سلتیک. قرن ۱ قبل از میلاد